# Tătărăștii de Jos
Tătărăștii de Jos is een Roemeense gemeente in het district Teleorman.
Tătărăștii de Jos telt 3994 inwoners.